# Pulvinora
Pulvinora is een geslacht van korstmossen dat behoort tot de orde Lecanorales van de ascomyceten. De typesoort is Pulvinora stereothallina.

## Soorten
Volgens Index Fungorum telt het geslacht vier soorten (peildatum december 2021):
| Soortnaam                | Auteur(s)                                                 | Publicatiejaar |
| ------------------------ | --------------------------------------------------------- | -------------- |
| Pulvinora pringlei       | (Tuck.) Davydov, Yakovch., Hollinger, Bungartz & Printzen | 2021           |
| Pulvinora stereothallina | Davydov & Yakovch.                                        | 2021           |